# Idit Zehavi
Idit Zehavi (en hebreo: עדית זהבי‎:  זהבי) (nacida en 1969) es una astrofísica e investigadora israelí que descubrió una anomalía en el mapeo del cosmos, lo que reveló cómo se está expandiendo el universo. Forma parte del equipo que completa la Sloan Digital Sky Survey y es una de las científicas más citadas del mundo según la lista publicada anualmente por Thomson Reuters.

## Biografía
Idit Zehavi nació en Israel en 1969 y completó su educación en Jerusalén, obteniendo su doctorado del Instituto de Física de Racah en la Universidad Hebrea de Jerusalén en 1998. Ese mismo año, mientras investigaba la expansión del universo, ella y un colega, Avishai Dekel, notaron una anomalía en el cosmos que sugería que la porción de la galaxia donde se encuentra la Tierra se está expandiendo más rápido que la totalidad del universo. Los hallazgos fueron independientemente comprobados por otro investigador, Adam Riess, de la Universidad de California, Berkeley. Poco después, Zehavi se mudó a los Estados Unidos para completar sus estudios de posdoctorado sobre el universo observable y los clusters de galaxias en la Universidad de Chicago y para participar en la investigación en el Fermilab. Dejó el Fermilab en 2004 para ir a la Universidad de Arizona y continuó trabajando en la investigación del Sloan Digital Sky Survey (SDSS). En 2005,  participó en investigaciones bajo la dirección de Daniel Eisenstein, detectando "ondas cósmicas", lo que confirmó la teoría cosmológica de la creación del universo.
En 2006, se unió a la Universidad Case Western Reserve de Cleveland, Ohio, como profesora Asociada en el Departamento de Astronomía. En 2009, Zehavi fue otorgado una subvención de los Fundación Nacional para la Ciencia de Estados Unidos para continuar su trabajo con el SDSS y expandir su trabajo sobre el clustering de galaxias para abarcar una perspectiva más amplia del universo. Según el listado anual producido por Thomson Reuters, Zehavi es una de las científicas más citadas del mundo.

## Obra selecta
- «Large‐Scale Power Spectrum from Peculiar Velocities via Likelihood Analysis». The Astrophysical Journal 486 (1): 21-31. septiembre de 1997. Bibcode:1997ApJ...486...21Z. doi:10.1086/304481.Bibcode:1997ApJ...486...21Z. doi:10.1086/304481.
- «A Local Hubble Bubble from Type 1a Supernovae». The Astrophysical Journal 503 (2): 483. 1998. Bibcode:1998ApJ...503..483Z. doi:10.1086/306015.Bibcode:1998ApJ...503..483Z. doi:10.1086/306015.
- «Galaxy Clustering in Early Sloan Digital Sky Survey Redshift Data». The Astrophysical Journal 571 (1): 172. 2002. Bibcode:2002ApJ...571..172Z. doi:10.1086/339893.Bibcode:2002ApJ...571..172Z. doi:10.1086/339893.
- «The Luminosity and Color Dependence of the Galaxy Correlation Function». The Astrophysical Journal 630 (1): 1. 2002.  (): 1.
- «The Intermediate-Scale Clustering of Luminous Red Galaxies». The Astrophysical Journal 621 (1): 22. 2005. Bibcode:2005ApJ...621...22Z. doi:10.1086/427495.Bibcode:2005ApJ...621...22Z. doi:10.1086/427495.
- Eisenstein, Daniel J; Zehavi, Idit; Hogg, David W, et. al. (October–November 2005). «Detection of the Baryon Acoustic Peak in the Large‐Scale Correlation Function of SDSS Luminous Red Galaxies». The Astrophysical Journal 633 (2): 560-574. Bibcode:2005ApJ...633..560E. doi:10.1086/466512.Bibcode:2005ApJ...633..560E. doi:10.1086/466512.
- «Linear theory and velocity correlations of clusters». Monthly Notices of the Royal Astronomical Society 394 (3): 1459-1462. abril de 2009. Bibcode:2009MNRAS.394.1459S. doi:10.1111/j.1365-2966.2008.14326.x.Bibcode:2009MNRAS.394.1459S. doi:10.1111/j.1365-2966.2008.14326.x.
- Guo, Hong; Zehavi, Idit; Zheng, Zheng (September–October 2012). «A New Method to Correct for Fiber Collisions in Galaxy Two-Point Statistics». The Astrophysical Journal 756 (2): 127. Bibcode:2012ApJ...756..127G. doi:10.1088/0004-637X/756/2/127.Bibcode:2012ApJ...756..127G. doi:10.1088/0004-637X/756/2/127.
- Guo, Hong; Zehavi, Idit; Zheng, Zheng, et. al. (diciembre de 2012). «The clustering of galaxies in the SDSS-III Baryon Oscillation Spectroscopic Survey: Luminosity and Color Dependence and Redshift Evolution». The Astrophysical Journal 767 (2): 122. Bibcode:2013ApJ...767..122G. doi:10.1088/0004-637X/767/2/122.Bibcode:2013ApJ...767..122G. doi:10.1088/0004-637X/767/2/122.
- Guo, Hong; Zheng, Zheng; Zehavi, Idit, et. al. (enero de 2014). «The clustering of galaxies in the SDSS-III Baryon Oscillation Spectroscopic Survey: modeling of the luminosity and colour dependence in the Data Release 10». Monthly Notices of the Royal Astronomical Society 441 (3). Bibcode:2014MNRAS.441.2398G. doi:10.1093/mnras/stu763.Bibcode:2014MNRAS.441.2398G. doi:10.1093/mnras/stu763.